# 龐圖蘇克 (伊利諾伊州)
龐圖蘇克（英語：Pontoosuc）是位於美國伊利諾伊州漢考克縣的一個村落。

## 地理
龐圖蘇克的座標為40°37′46″N 91°12′35″W / 40.62944°N 91.20972°W，而該地最高點為海拔高度161米（即528英尺）。

## 人口
根據2010年美國人口普查的數據，龐圖蘇克的面積為5.37平方千米，當中陸地面積為3.64平方千米，而水域面積為1.73平方千米。當地共有人口505人，而人口密度為每平方千米94人。